# 外东信号场
外东信号场是位于韩国庆尚北道庆州市外東邑的一个车站，属于东海线。

## 历史
- 2021年12月28日，落成使用。

## 相鄰車站
韓國鐵道公社
東海線
北蔚山－外東信號場－慶州